# Università Nazionale delle Maldive
L'Università Nazionale delle Maldive (in Lingua maldiviana ދިވެހިރާއްޖޭގެ ޤައުމީ ޔުނިވަރސިޓީ) è l'unica università nelle Isole Maldive, creata nel 2010 sulle ceneri di diversi centri d'istruzione e di formazione professionale, il più antico dei quali era stato attivato nel 1973. Le prime lauree vennero rilasciate solo nel 2000, quando l'Università era ancora un istituto universitario, formato dunque da un'unica Facoltà.
Ha sede a Malé, la capitale del Paese.

## Storia
Nel 1973 venne fondato, per iniziativa del Ministero della Sanità delle Maldive,  il Centro di formazione per i servizi sanitari,  destinato poi a diventare Facoltà di Scienze della Sanità.
Nel 1975 fu istituito un centro di formazione professionale che in seguito sarebbe stato trasformato nel Maldive Centre for Technical Education, da cui poi la Facoltà di Ingegneria, Scienze e Tecnologia.
La formazione degli insegnanti di istruzione primaria e secondaria fu svolta per molto tempo dal Center for Educational Development, trasformato nel 1984 in Teacher Training Institute.  Nello stesso anno venne anche creato un centro per la formazione degli operatori turistici.
Nel 1991 fu inaugurato un centro studi la cui funzione era quella di formare il personale amministrativo per i servizi pubblici e privati nel paese. Successivamente questo centro sarebbe stato chiamato Institute of Management and Administration.
Nel 1998 sorse il Maldives College of Higher Education, con l'obiettivo di semplificare l'uso delle risorse garantendo al contempo la qualità dei servizi nei centri di istruzione post-secondaria. Il 1 ° gennaio 1999 fu aperto un istituto di studi coranici.
Nel 2000, il College of Higher Education istituì finalmente un vero e proprio corso di laurea, quello in Lingua e Letteratura Divehi, che l'anno successivo fu strutturato anche sotto l'aspetto amministrativo.
Il 17 gennaio 2011 venne firmata la legge che dava il via libera all'istituzione dell'Università Nazionale delle Maldive.

## Organizzazione

### Facoltà
- Facoltà di Arte
- Facoltà di Scienze dell'Educazione
- Facoltà di Ingegneria, Scienze e Tecnologia
- Facoltà di Scienze della Sanità
- Facoltà di Studi Turistici
- Facoltà di Diritto e Studi Islamici

### Scuole speciali
- Scuola Infermieristica
- Scuola di Medicina
- MNU Business School